# 約旦友好城市或姐妹城市列表

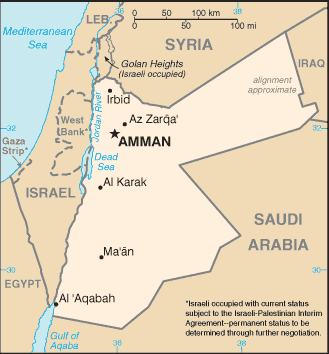
約旦地圖

本列表為有跟約旦城市結為友好城市（通常為歐洲城市）或姐妹城市（通常為其他地方的城市）的外國城市列表。

## A
安曼
- 土耳其安卡拉[1]
- 哈薩克阿斯塔納[2]
- 羅馬尼亞布加勒斯特[3]
- 埃及開羅[4]
- 美國芝加哥[5]
- 美國辛辛那提[6]
- 巴勒斯坦希伯伦[7]
- 巴基斯坦伊斯兰堡[8]
- 土耳其伊斯坦堡[9]
- 波赫莫斯塔爾[10]
- 賽普勒斯帕福斯[11]
- 美國舊金山[12]
- 保加利亞索非亞[13]
- 突尼西亞突尼斯市[14]
- 亞美尼亞葉里溫[15]

亞喀巴
- 義大利阿爾卡莫[16]
- 突尼西亞哈馬馬特[17]
- 俄羅斯聖彼得堡[18]
- 埃及沙姆沙伊赫[19]
- 中華人民共和國烏魯木齊市[20]
- 保加利亞瓦爾納[13]

## D
代爾阿拉
- 美國蓋恩斯維爾

## I
伊爾比德
- 土耳其加濟安泰普[22]
- 中華人民共和國鄭州市[23]

## J
傑拉什
- 羅馬尼亞胡埃丁[24]
- 羅馬尼亞奧勒什蒂耶[25]
- 保加利亞斯利文市鎮[26]

## K
卡拉克
- 美國伯明翰[27]
- 保加利亞大特爾諾沃市[13]

## M
米底巴
- 烏克蘭切爾卡瑟[28]
- 保加利亞通賈[13]

## P
佩特拉
- 印度阿格拉[29]
- 義大利馬泰拉[30]
- 保加利亞普羅夫迪夫[31]

## S
薩爾特
- 塞爾維亞因吉亞[32]
- 保加利亞帕扎爾吉克[33]

舒納-沙瑪利亞
- 巴勒斯坦杰里科

## Z
扎爾卡
- 阿爾及利亞瓦赫蘭